# Zăbrani
Zăbrani (in tedesco Guttenbrunn), è un comune della Romania di 4 643 abitanti, ubicato nel distretto di Arad, nella regione storica del Banato.
Il comune è formato dall'unione di 3 villaggi: Chesinț, Neudorf, Zăbrani.
Nella località denominata Dealul Viilor sono stati rinvenuti i resti di due insediamenti risalenti al paleolitico e all'Età del ferro.
Tra i principali luoghi di interesse del comune si trovano:
- un complesso architettonico rurale risalente al IX secolo
- la chiesa cattolica di Neudorf, del 1771
- la tomba dell'arciduchessa Maria Anna Ferdinanda d'Asburgo a Neudorf, risalente al 1809, a cui venne aggiunto un monumento funebre nel 1841.

Zăbrani ha dato i natali allo scrittore Adam Müller-Guttenbrunn (1852-1923); nel comune si trovano la sua casa natale ed un museo a lui dedicato.

## Amministrazione

### Gemellaggi
Fürth